# Stacy Keibler
Stacy Ann-Marie Keibler (* 14. Oktober 1979 in Baltimore, Maryland) ist eine US-amerikanische Schauspielerin und ehemalige Wrestlerin.

## Leben
Die ehemalige Cheerleaderin der Baltimore Ravens war bis Mitte 2010 mit dem Schauspieler Geoff Stults liiert und von September 2011 bis Juli 2013 mit George Clooney. Seit 2014 ist sie mit Jared Pobre verheiratet. Die beiden haben eine gemeinsame Tochter, die 2014 geboren wurde.

## Karriere

### Wrestling

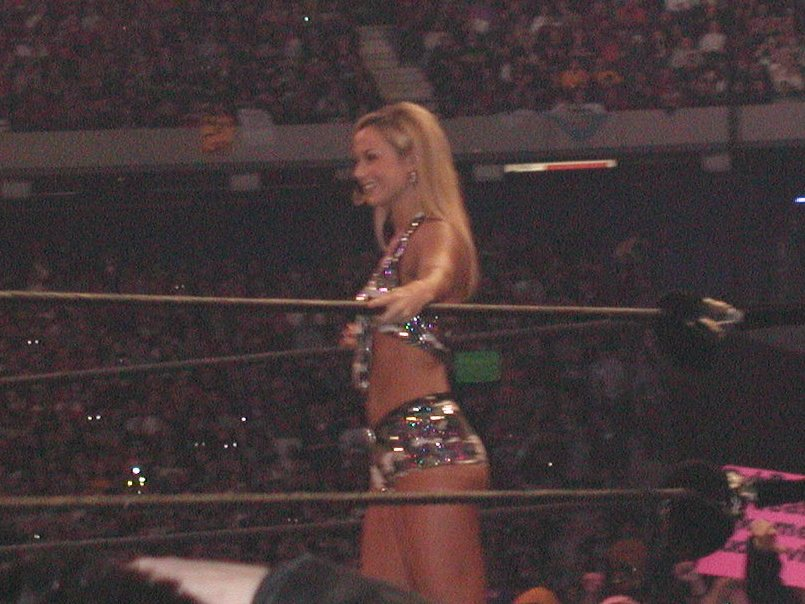
Keibler während WrestleMania X8 (2002)

Ihre aktive Wrestling-Karriere begann sie 2000 mit 21 Jahren bei der Wrestling-Promotion World Championship Wrestling. Trainiert wurde sie von Diamond Doll und Paul Orndorff. Anschließend wechselte sie zum Marktführer WWE über.
Keibler hatte zeitweise diverse Auftritte als Valet  mehrerer Wrestler, darunter Bubba Ray Dudley (WWF), David Flair (WCW), D-Von Dudley (WWF), El Dandy (WCW), Randy Orton (WWE), Rosey (WWE), Scott Steiner (WWE), Shawn Stasiak (WCW, WWE), Silver King (WCW), Test (WWE) und The Hurricane (WWE).

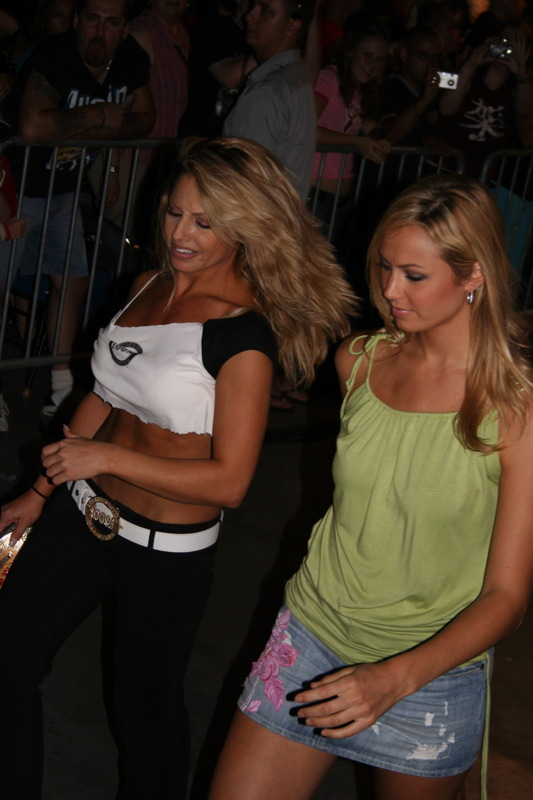
Keibler (rechts) mit Trish Stratus, August 2005

Ihr Vertrag bei der WWE lief im Juli 2006 aus und wurde von Seiten der Promotion nicht verlängert.

### Schauspielerei und Moderation
Neben ihren Auftritten im Ring arbeitete Keibler außerdem als Schauspielerin. So hatte sie in dem Film Bubble Boy (2001) einen Komparsenauftritt als Arbeiterin. Darüber hinaus hatte sie eine Rolle in der US-amerikanischen Fernsehsendung What About Brian.
2010 hatte Keibler einen Gastauftritt in der US-amerikanischen Sitcom How I Met Your Mother (Folge Girls vs Suits), in der sie eine Barkeeperin spielte. Im selben Jahr war sie in der Serie Chuck als stellvertretende Geschäftsführerin im neu eröffneten Buy More sowie in der Serie Psych (Staffel 4 Episode 11 Beim Tod hört die Freundschaft echt auf (Thrill Seekers & Hell Raisers)), wo sie die Rolle der Jessica Martino spielte, zu sehen. 2011 hatte Keibler einen Gastauftritt bei der Serie Blue Mountain State (Folge Vision Quest), in der sie die Frau des Teamcaptains in seiner Vision spielt. 2014 trat sie erneut in einer Folge von How I Met Your Mother auf (Folge Slapsgiving 3: Slappointment in Slapmarra).
Seit November 2011 ist Keibler auf der Onlineplattform Call of Duty Elite zu sehen. In dem nur für Premiummitglieder zugänglichen Bereich Elite TV moderiert sie wöchentlich die neuste Episode der Friday Night Fights.

## Titel
- World Wrestling Entertainment
  - WWE Babe of the Year (2005)
  - Hall of Fame (Class of 2023)